# Ayapel (kommun)
Ayapel är en kommun i Colombia.   Den ligger i departementet Córdoba, i den norra delen av landet, 400 km norr om huvudstaden Bogotá. Antalet invånare är 42 542.